# BC Brno
Basketball Club Brno is het toonaangevende team van het mannenbasketbal in Brno.
BC Brno werd opgericht in 1926. In 1964 haalt de club de finale om de FIBA European Champions Cup. Ze verliezen van Real Madrid uit Spanje met een totaalscore van 174-183 over twee wedstrijden. In 1968 haalt de club weer de finale om de FIBA European Champions Cup. Weer is Real Madrid te sterk. Ze verliezen met 95-98. In 1974 haalde de club de finale om de Saporta Cup. Ze verliezen van Rode Ster Belgrado uit Joegoslavië met 75-86.

## Verschillende sponsornamen
- 1926-1945: Sokol Brno I
- 1945-1976: Spartak ZJŠ Brno
- 1976-1977: Spartak-Zbrojovka Brno
- 1977-1991: Zbrojovka Brno
- 1991-1992: BVC Bioveta Ivanovice na Hané
- 1992-heden: BC Brno

## Erelijst
- Landskampioen Tsjech-Slowakije: 21
  - Winnaar: 1945–46, 1947, 1947–48, 1948*, 1948–49, 1949–50, 1950–51, 1951*, 1957–58, 1961–62, 1962–63, 1963–64, 1966–67, 1967–68, 1975–76, 1976–77, 1977–78, 1985–86, 1986–87, 1987–88, 1989–90

- Landskampioen Tsjechië: 3
  - Winnaar: 1993–94, 1994–95, 1995–96

- FIBA European Champions Cup:
  - Runner-up: 1964, 1968

- Saporta Cup:
  - Runner-up: 1974

- Intercontinental Cup:
  - Runner-up: 1969

## Bekende (oud)-spelers
- Jan Bobrovský
- Zdeněk Bobrovský
- Kamil Brabenec
- Vlastimil Havlík
- Zdeněk Konečný
- František Konvička
- Leoš Krejčí
- Robert Mifka
- Petr Novický
- Jiří Okáč
- Vojtěch Petr
- Vladimír Pištělák
- Jiří "Áda" Pospíšil
- Jaroslav Tetiva